# Limnohabitans curvus
Limnohabitans curvus es una bacteria gramnegativa del género Limnohabitans. Fue descrita en el año 2010, es la especie tipo. Su etimología hace referencia a curvado. Es aerobia e inmóvil. Tiene un tamaño de 0,4-0,5 μm de ancho por 1-1,5 μm de largo. Forma colonias no pigmentadas, circulares, convexas y lisas. Temperatura de crecimiento entre 4-34 °C. Se ha aislado del lago Mondsee, en Austria. 